# Казото (Бреша)
Казото је насеље у Италији у округу Бреша, региону Ломбардија.
Према процени из 2011. у насељу је живело 28 становника. Насеље се налази на надморској висини од 139 м.